# Хелмонд (замок)
Хелмонд (нидерл. Kasteel Helmond) — позднесредневековый замок в центре города Хелмонд, в провинции Северный Брабант, Нидерланды. По своему типу комплекс относится к замкам на воде.

## История

### Ранний период
Точных сведений о времени появления замка (или укреплённой усадьбы) в данном месте не имеется. Однако во время раскопок, которые проводились в 1981 году, был обнаружен старинный фундамент каменной крепости и ещё нескольких зданий.  Тот старый замок (известный как 't Oude Huys) стоял в нескольких сотнях метров к западу от нынешнего.
В XII веке территория вокруг Хелмонда была частью владений рода ван Хорн. Однако согласно документам замок Нелмонд с самого начала принадлежал семье ван Берлар. Строительство замка, который мы видим сегодня, началось около 1325 года.
В 1433 году новыми владельцами поместья стали представители семья Кортенбахов. Они оставались собственниками замка на протяжении двух с половиной столетий. В 1549 году в замке случился сильный пожар. Особенно пострадало западное крыло и крыши здания. Но в целом прочное каменное здание выдержало натиск стихии. Последовавший ремонт полностью скрыл следы бедствия. Лишь в XX веке при реконструкции строители с удивлением обнаружили обгорелые, но прочные балки перекрытий.

### XVII–XIX века

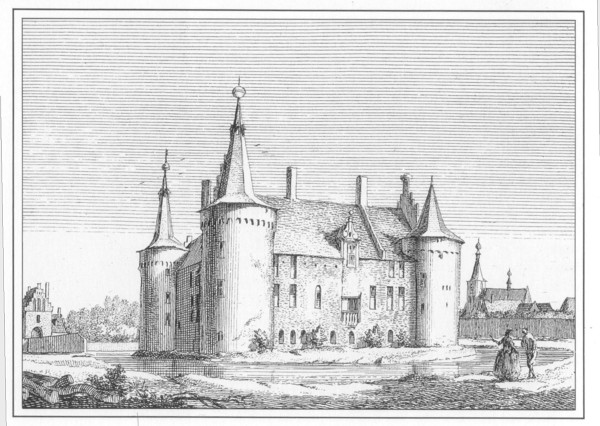
Замок на гравюре XVII века

В 1683 году замок перешёл в руки семьи Арберг. Как часто бывало, это произошло через брак. Имение стало приданным дочери прежнего владельца. через брак.

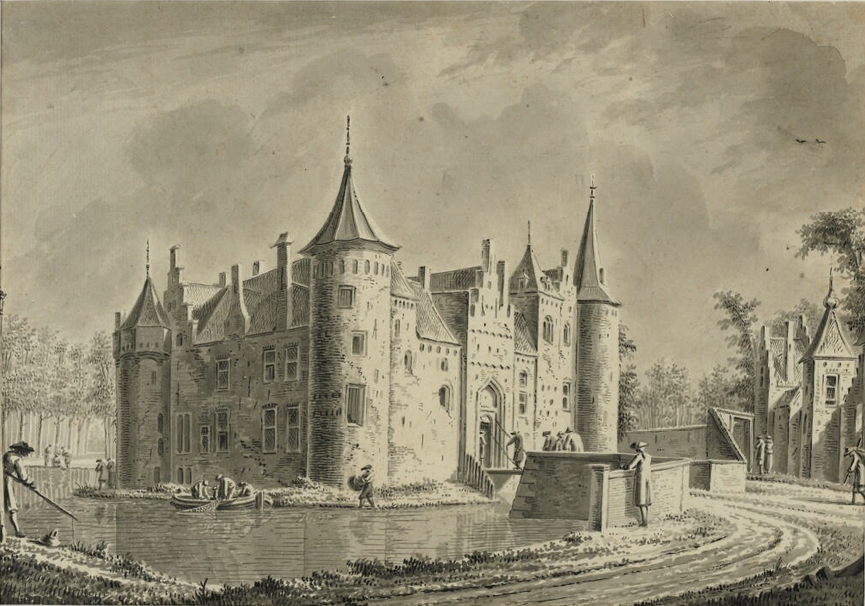
Замок на рисунке Веррийк, Дирк 1790-х годов

в 1781 году мастер монетного двора Карл Фредерик Вессельман купил поместье с замком у прежних собственников. Его потомки владели этой землёй до XX века.

### XX век
В 1921 году права собственности на замок были переданы муниципалитету Хелмонда. Это произошло после смерти хозяина поместья — Карла Фредерика Вессельмана ван Хельмонда. Его вдова Анна Мария де Йонге ван Цвейнсберген и две её дочери при этом составили условие, что замок будет использоваться только в интересах муниципальной властей или для общественной пользы. Продажа комплекса частным лицам запрещалась.
В комплексе был произведён тщательный ремонт. В 1923 году после основательной реконструкции замок стал использоваться как ратуша. Во время Второй мировой войны здание не пострадало.
В 1970-е годы стало ясно, что здание замка стало слишком тесным для размещения муниципальных служб. Вскоре была построена новая ратуша. Однако в крепости сохранили для общественного использования несколько важных помещений: два зала для проведения свадебных церемоний и зал совета (в 2001 году для заседаний совета используется помещение в соседнем жилом районе Боскотондо. С 1982 года в комплексе работает музей.

## Описание замка
Нынешний замок изначально был спроектирован как квадратная в основании крепость на искусственном острове. Со всех сторон комплекс окружён широкими рвами, которые заполнялись водой. По углам главного здания размещены мощные круглые башни. Каждую из них венчает высокая куполовидная крыша. При этом отдельной главной башни (бергфрида или донжона) никогда не было. Внутри крепости имеется небольшой квадратный двор. В ходе реконструкции прежние узкие проёмы-бойницы во внешних стенах были преобразованы в более широкие оконные проёмы. Одновременно каждая из внешних стен превратилась в трёхэтажное здание с жилыми или хозяйственными помещениями. Сам замок имеет в основании размеры примерно 35х35 метров. Диаметр угловых башен около восьми метров.
Вход с замок возможен только через специальный мост c северной стороны. Ранее мост был подъёмным. Причём на берегу имелись дополнительные укрепления (небольшой форбург). В прежние времена замок был окружён не одним, а двумя кольцевыми рвами. Внешний в настоящее время засыпан.
План крепости очень похож на аналогичные замки, такие как Мёйдерслот (Мёйден), Радбауд (Медемблик) или Аммерсойен (Аммерзоден). Эти внушительные квадратные комплексы оказались намного лучше защищены, чем прежние крепости.
В ходе реконструкции старинные интерьеры оказались утрачены. Без изменений остались только каменные своды нижнего этажа. И сохранилось несколько подлинных старинных каминов на первом этаже.

## Современное использование
В замке значительные пространства отведены под нужды местного музея. В нём представлена экспозиция по истории города Хелмонд и замка. Кроме того, в замке по-прежнему проводятся свадьбы. По предварительной договорённости в замке возможно проведение конференций, семинаров и торжественных мероприятий.

## Галерея

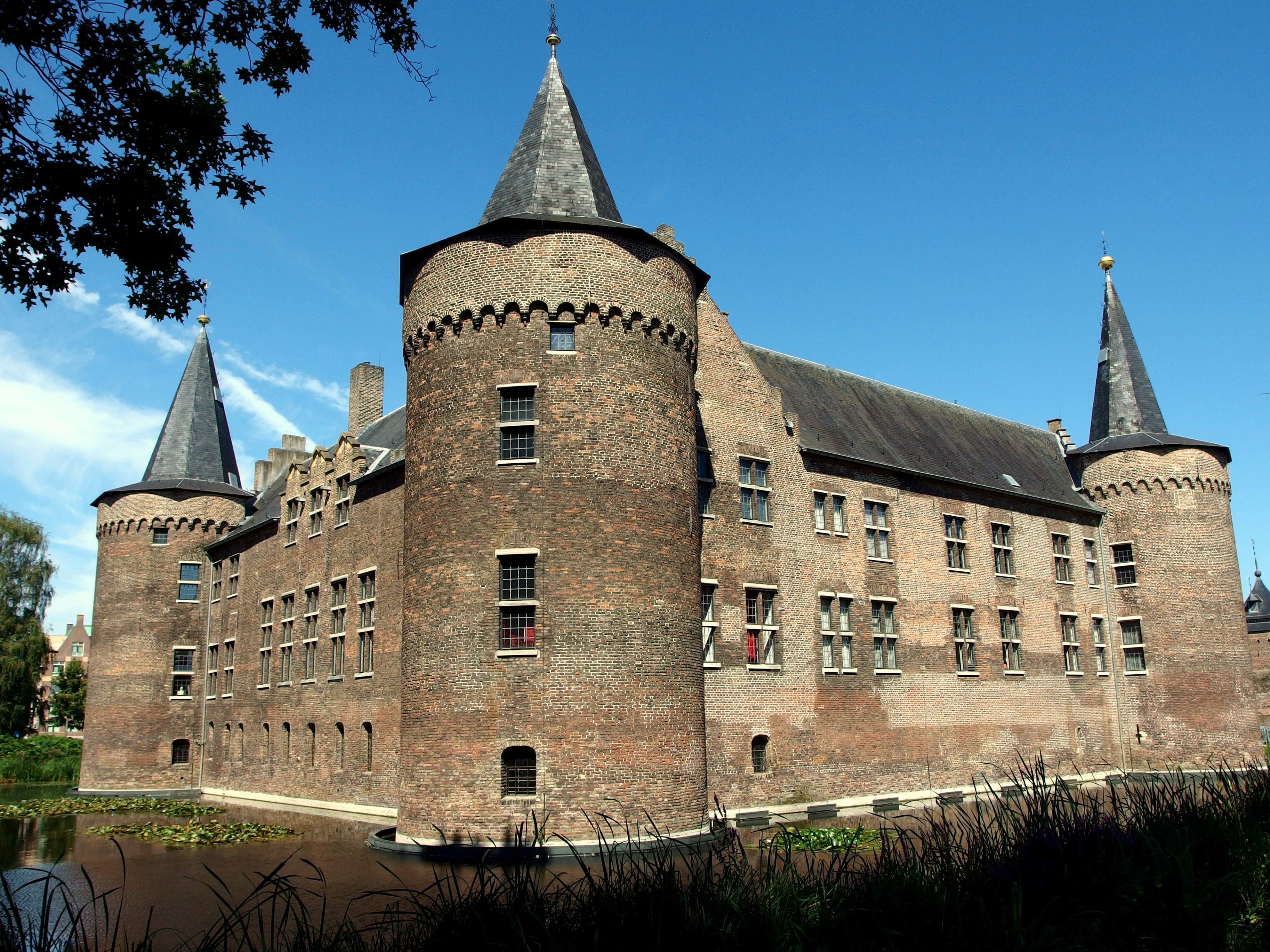
Вид замка с юго-восточной стороны
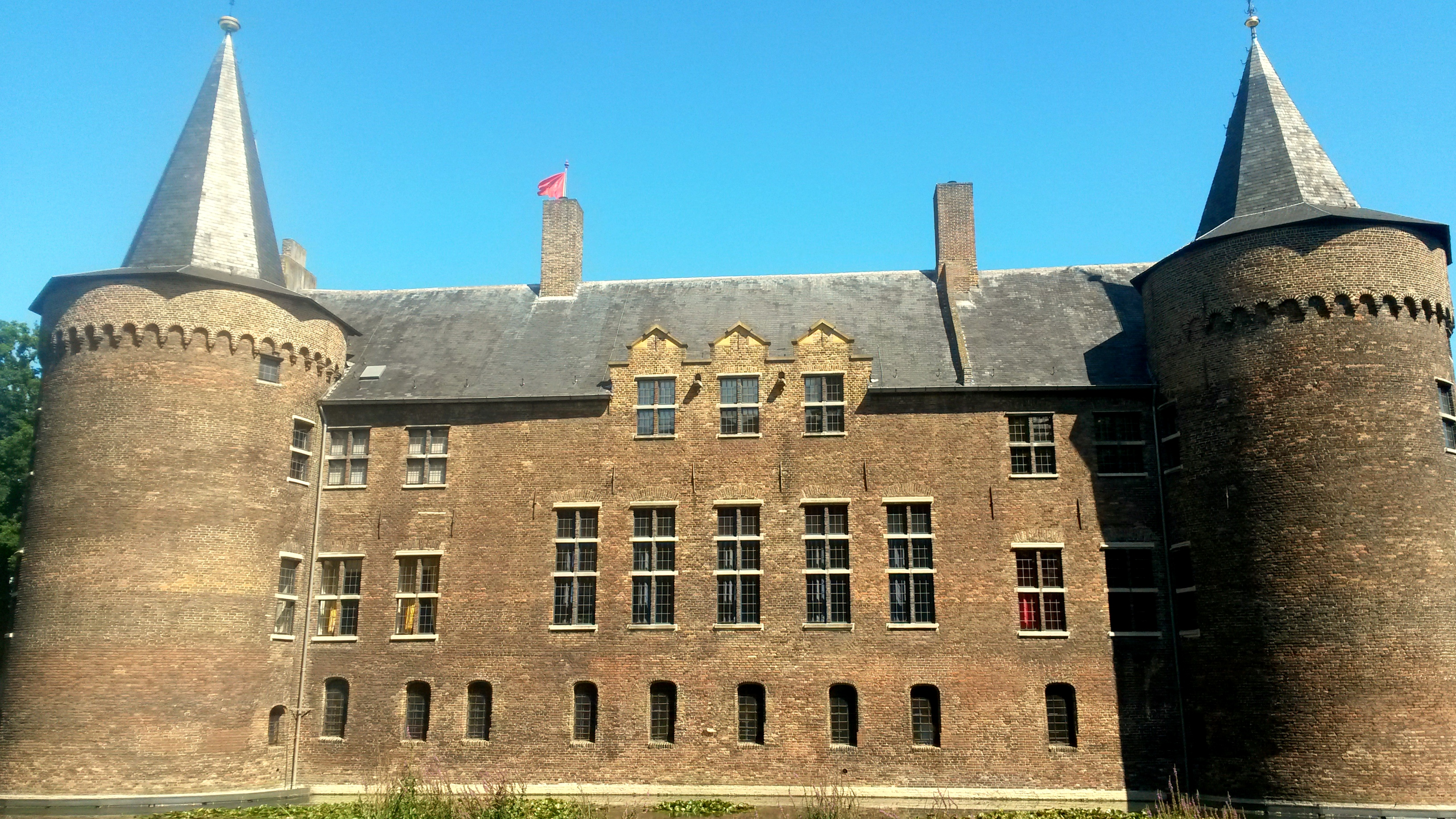
Южный фасад
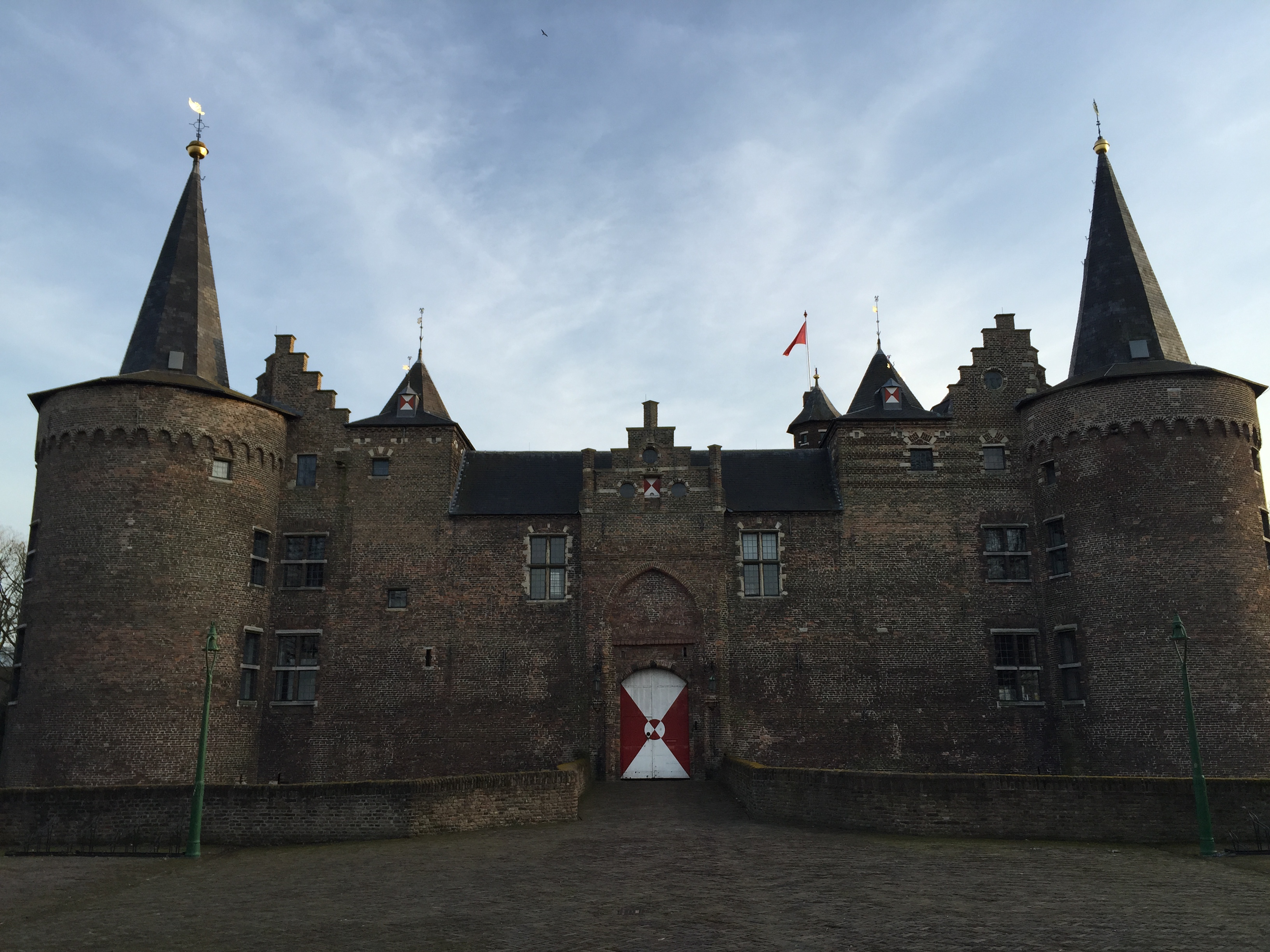
Северный фасад и мост, ведущий в замок
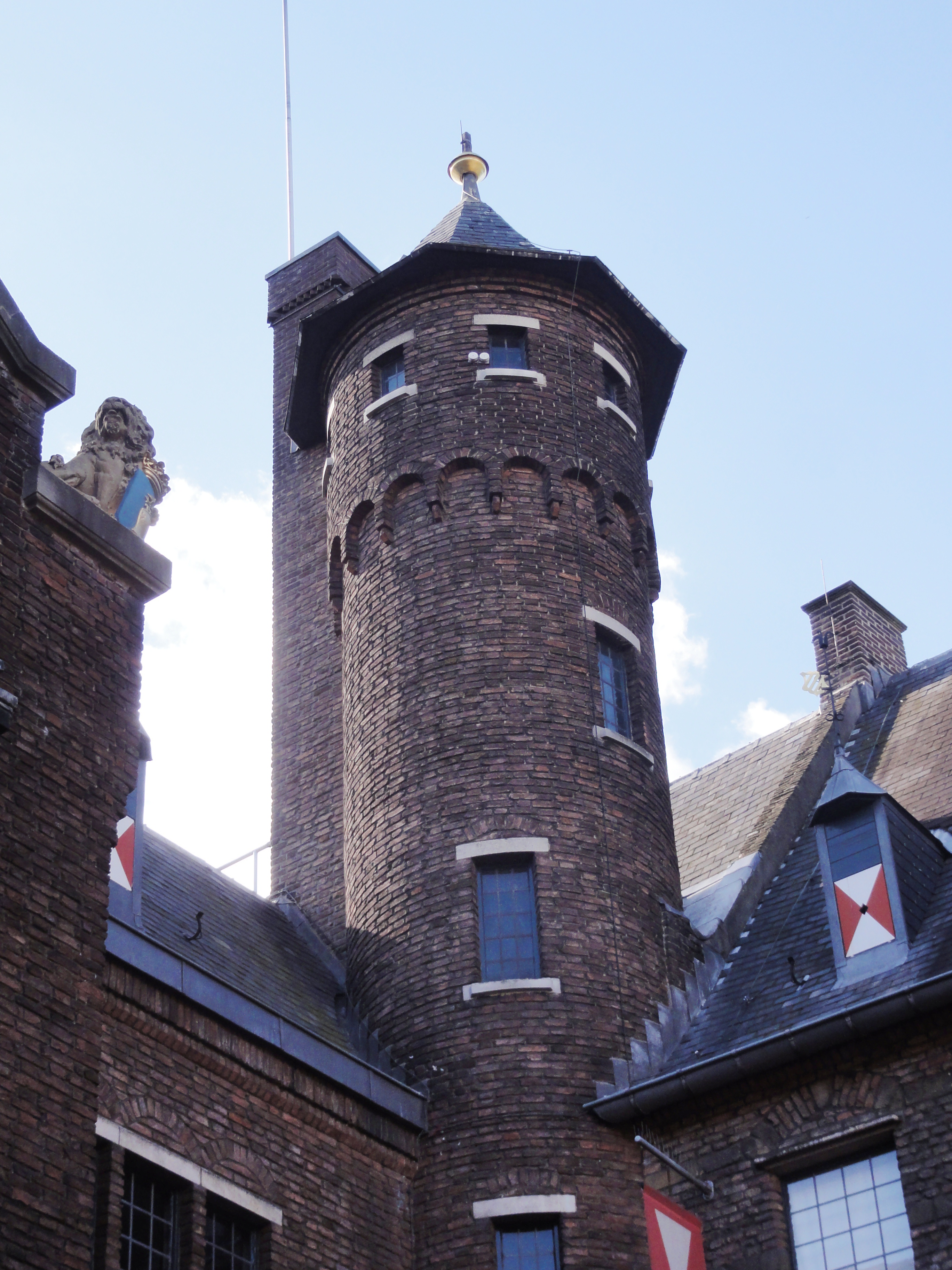
Декоративная башенка в юго-западной части двора
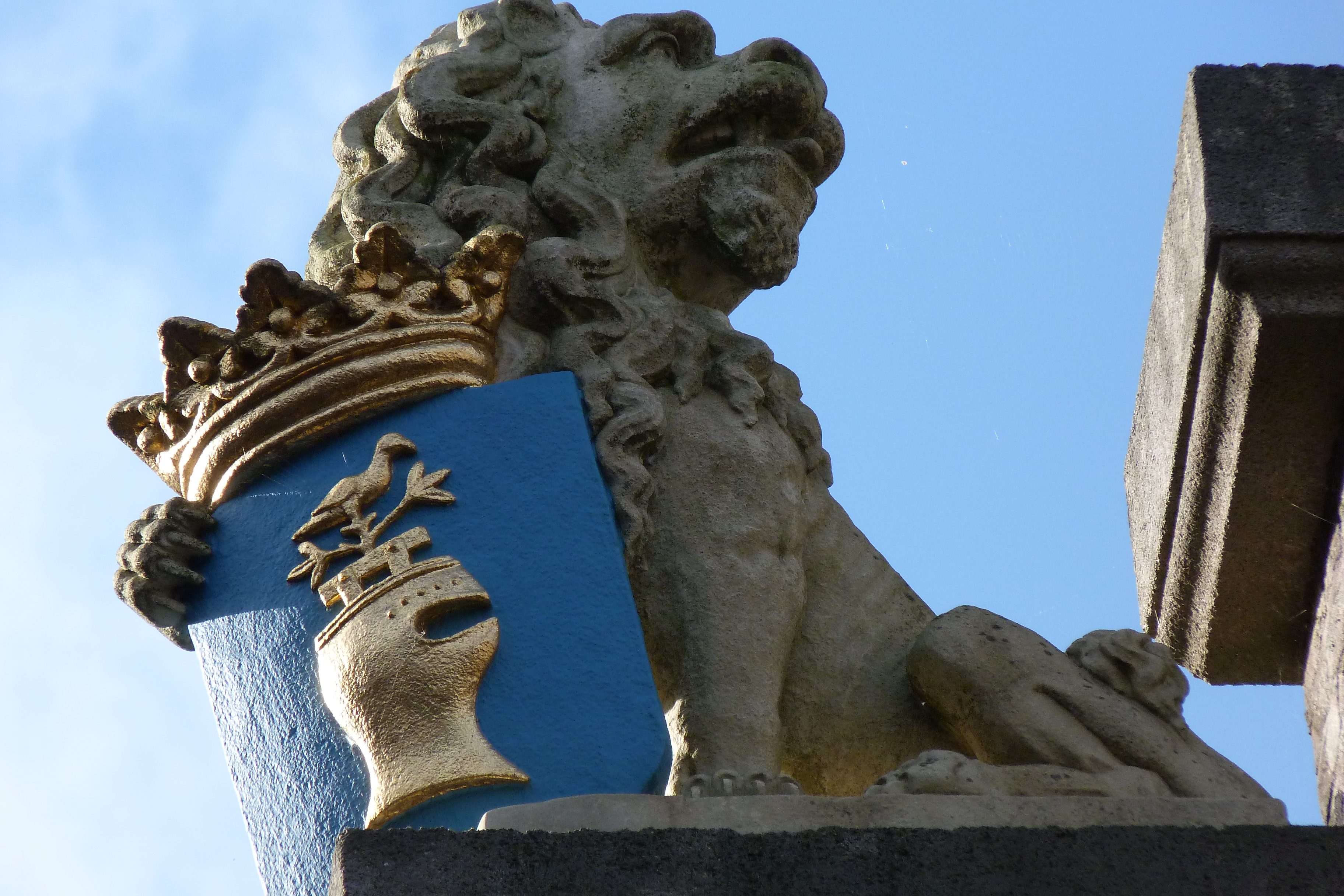
Изображение герба прежних владельцев